# Tedania fibrosa
Tedania fibrosa är en svampdjursart som beskrevs av Ridley och Arthur Dendy 1887. Tedania fibrosa ingår i släktet Tedania och familjen Tedaniidae. Inga underarter finns listade i Catalogue of Life.